# Triatoma indictiva
Triatoma indictiva är en insektsart som beskrevs av Arthur Neiva 1912. Triatoma indictiva ingår i släktet Triatoma och familjen rovskinnbaggar. Inga underarter finns listade i Catalogue of Life.